# Didia
Didia é um gênero de mariposa pertencente à família Crambidae.